# Strohwilen
Strohwilen ist eine Siedlung der Gemeinde Amlikon-Bissegg im Bezirk Weinfelden des Kantons Thurgau in der Schweiz und eine ehemalige Ortsgemeinde. Sie umfasste die Dörfer Strohwilen und Wolfikon am Weg von Bussnang nach Frauenfeld. Am 1. Januar 1995 fusionierte Strohwilen mit den Ortsgemeinden Amlikon, Bissegg und Griesenberg zur politischen Gemeinde Amlikon-Bissegg.

## Geschichte

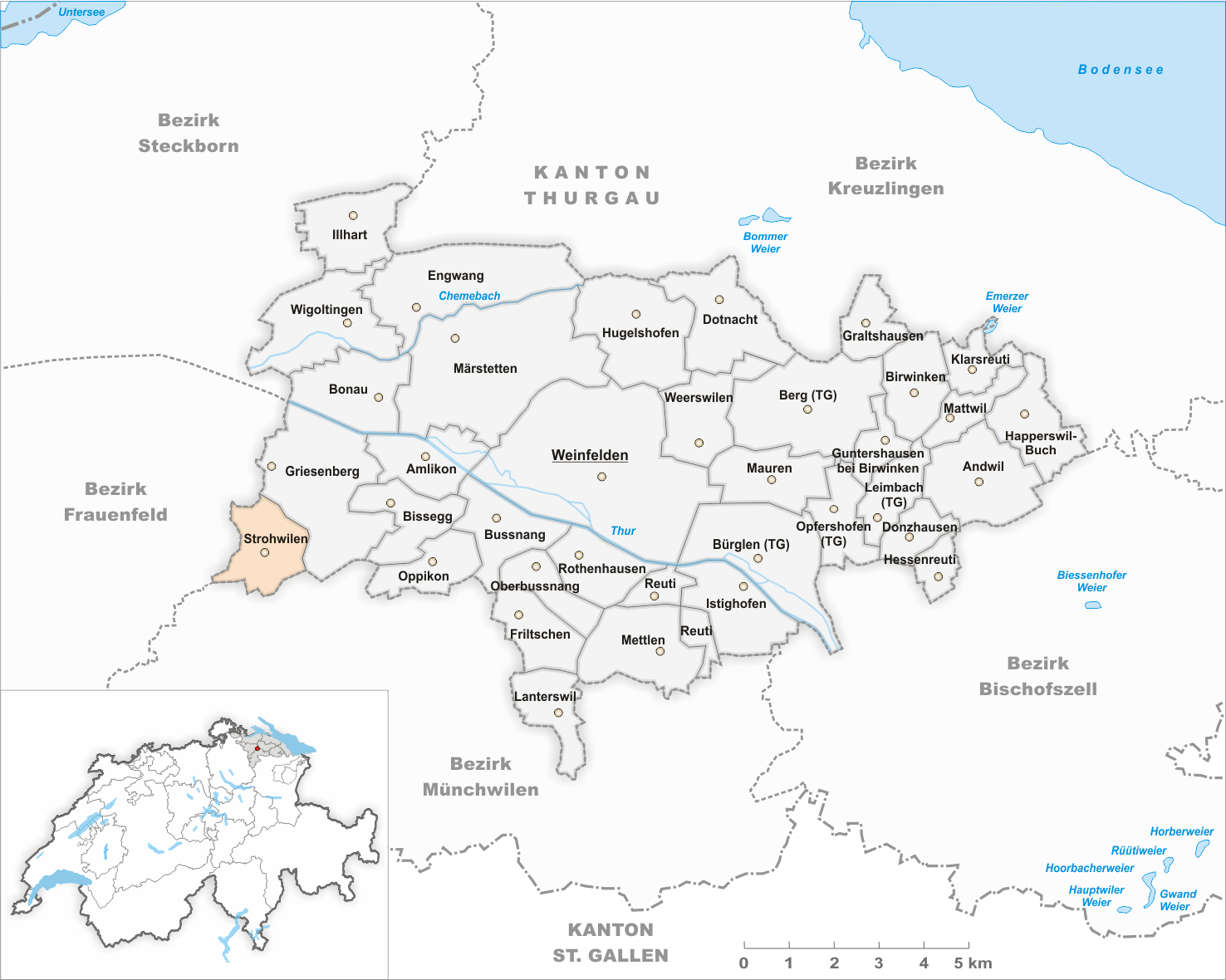
Gemeindestand vor der Fusion im Jahr 1995

Strohwilen wurde 1359 als Strubenwiler und Wolfikon als Wulvikon bereits 1268 erstmals urkundlich erwähnt. Im Hochmittelalter unterstand Strohwilen vor allem der Grundherrschaft der Abtei Reichenau. 1359 besassen die Schenk von Castell in Strohwilen vier Lehenhöfe. Beide Dörfer gelangten 1466 aus der Herrschaft Spiegelberg zur Gerichtsherrschaft Griesenberg, bei der sie bis 1798 blieben. Strohwilen und Wolfikon waren spätestens ab 1275 nach Lustdorf pfarrgenössig. 1529 erfolgte die Reformation. 1651 bestätigten die eidgenössischen Orte der Kirchgemeinde, dass sie rein reformiert bleiben dürfe. Die zugezogenen Katholiken wurden 1869 von der Pfarrei Lommis derjenigen von Leutmerken zugeteilt. Die Ortsgemeinde gehörte 1803 bis 1816 zur Munizipalgemeinde Leutmerken und von 1816 bis 1994 zur Munizipalgemeinde Amlikon.
Bis ins 19. Jahrhundert betrieb Strohwilen hauptsächlich Getreidebau im Dreizelgensystem, danach richteten sich die Betriebe vermehrt auf Vieh- und Milchwirtschaft aus, ergänzt durch den Obstbau. 1980 waren noch 76 % der Erwerbstätigen in der Landwirtschaft beschäftigt. Strohwilen ist Teil der Primarschulgemeinde Lauchetal und der Sekundarschulgemeinde Affeltrangen.

## Bevölkerung
| Jahr                | 1850  | 1900  | 1950  | 1990  | 2000  | 2010  | 2018  |
| Ortsgemeinde        | 194   | 169   | 170   | 101   |       |       |       |
| Siedlung Strohwilen |       |       |       |       | 69    | 76    | 91    |
| Wolfikon            |       |       |       |       | 93    | 85    | 89    |
| Quelle              | [ 2 ] | [ 2 ] | [ 2 ] | [ 2 ] | [ 4 ] | [ 5 ] | [ 6 ] |

## Wappen
Die Farben Weiss und Rot des Wappens gehen auf die Abtei Reichenau zurück, die im Gebiet von Strohwilen Lehen vergab.